# Karolien Florijn
Karolien Florijn, född den 6 april 1988 i Leiden i Nederländerna, är en nederländsk roddare.

## Karriär
Vid de olympiska sommarspelen 2024 vann hon guld i singelsculler. Hon har också vunnit två VM-guld i samma gren (2022 och 2023) samt ett OS-silver i fyra vid olympiska sommarspelen 2020.

## Familj
Båda hennes föräldrar har också tävlat i rodd på OS. Pappa Ronald Florijn som vann två OS-guld (1988 och 1996) och mamma Antje Rehaag som tävlade för Tyskland vid olympiska sommarspelen 2016. Även brodern Finn Florijn har tävlat i rodd i OS.